# France Jaroslav Štrukelj
France Jaroslav Štrukelj, slovenski rimskokatoliški duhovnik, pisatelj in prevajalec, * 29. november 1841, Šentvid pri Ljubljani, † 17. september 1895, Šmarna gora.

## Življenje in delo
Štrukelj se je rodil v družini kmetice kajžarice Marjane Robida in kajžarja ter čevljarja Janeza Štruklja. Na prigovarjanje B. Potočnika in ob materini podpori, ki je bila tačas ljubljanska dijaška gospodinja je v Ljubljani obiskoval gimnazijo (1853–1861), študiral bogoslovje (1861–1865) in bil 1865 posvečen v duhovnika. Služboval je 2 leti na Čatežu, 5 let v Sostrem in 1872 zaradi zdravstvenih težav stopil v pokoj ter se z domačimi preselil v povsem samotarsko življenje na Šmarno goro. 
Štrukelj je že kot sedmošolec začel pisateljevati, v semenišču je pisal v list Lipa, se marljivo učil slovanskih jezikov in prebiral slovanska  književna dela ter kasneje kot bogoslovec pisal v razne liste. V posvetnih knjigah je izdal prevode: E. Guenot, Hanani ali poslednje dni Jeruzalema (1875); Dr. Ignacij Knoblehar. (1881); Stanley in njegovo potovanje po Afriki (1892); izvirne spise: satirično podobo tedanje Ljubljane-Stari mravljinec gre svojega starega prijatla v Šiško obiskat (1860); Novoletni dar (1872) - delo v katerem spodbuja rojake, naj varujejo svojo zemljo pred tujci.  Na ljudske pravljice in pripovedke se opirajo: Povodni mož (1872), Marjetica (1874), Križ med verbami (1874); narodnovzgojne so Politične pridige (1872) in veseloigra Slovenski Jurček. Pisal je tudi sestavke  iz slovenske in splošne zgodovine, zemljepisa in narodopisja, o daljnih deželah in kontinentih. Med drugim je objavil: Imajo li Slovanji kakih zaslug za naobraženost evropsko (1867); Črna gora in Štefan Mali, vodja črnogorski (1868); Kraljevina Poljska pa Jageloni (1869); Cerkev pred sodbo (1870); Zgodovina Črne gore (1875); Kako umirajo pesniki, pisatelji in učenjaki (1876) in Franz Schubert, življenjepisna novela (1882).
Štrukelj je tudi zapisoval ljudske pripovedke in pesmi ter jih objavljal. Vse njegovo obsežno pisateljsko delo, prirejeno po tujih predlogah iz (nem., srbohrv., češ., polj.) preveva prizadevanje za ljudsko izobrazbo ter močna narodna in slovanska zavednost.